# T. Keith Glennan
Thomas Keith Glennan (8 tháng 9 năm 1905 - 11 tháng 4 năm 1995) là Trưởng quản lý đầu tiên của Cơ quan Hàng không và Vũ trụ Hoa Kỳ (NASA), tại chức từ ngày 19 tháng 8 năm 1958 đến ngày 20 tháng 1 năm 1961.

## Tiểu sử
Ông sinh tại Enderlin, Bắc Dakota và là con trai của Richard và Margaret Glennan.